# Paul Martin (Musiker)
Paul Martin (* 12. November 1927 in Gießen) ist ein deutscher Jazz- und Unterhaltungsmusiker (Tenorsaxophon, Violine, Gitarre).
Martin hatte erste Auftritte als Geiger und dann als Saxophonist in der Frankfurter Hotclub Combo, der er von 1942 bis 1947 angehörte. Dann ging er  nach München, wo er bei Delle Haensch und Charly Tabor spielte und eine eigene Band mit Jutta Hipp und Freddy Christmann leitete. 1950 holte ihn Kurt Edelhagen in sein Orchester, dem er bis 1957 angehörte; auch nahm er mit den Edelhagen All Stars auf (Paul's Boogie). Dann spielte in diversen Bands, legte eigene Schallplatten mit Tanzmusik vor und arbeitete als Studiomusiker.

## Lexikalische Einträge
- Jürgen Wölfer: Jazz in Deutschland. Das Lexikon. Alle Musiker und Plattenfirmen von 1920 bis heute. Hannibal, Höfen 2008, ISBN 978-3-85445-274-4.

| Personendaten    | Personendaten                                                              |
| ---------------- | -------------------------------------------------------------------------- |
| NAME             | Martin, Paul                                                               |
| KURZBESCHREIBUNG | deutscher Jazz- und Unterhaltungsmusiker (Tenorsaxophon, Violine, Gitarre) |
| GEBURTSDATUM     | 12. November 1927                                                          |
| GEBURTSORT       | Gießen                                                                     |